# Phenacomys
Phenacomys (Merriam, 1889) è un genere di roditori della famiglia dei Cricetidi.

## Descrizione

### Dimensioni
Al genere Phenacomys appartengono roditori di piccole dimensioni, con lunghezza della testa e del corpo tra 90 e 117 mm, la lunghezza della coda tra 26 e 41 mm e un peso fino a 40 g.

### Caratteristiche craniche e dentarie
Il cranio è simile a quello del genere Microtus.
Sono caratterizzati dalla seguente formula dentaria:

### Aspetto
L'aspetto è tipico delle arvicole. Il corpo è tozzo, gli occhi e le orecchie sono relativamente grandi. La coda è corta.

## Distribuzione
Il genere è diffuso nell'America settentrionale.

## Tassonomia
Il genere comprende 2 specie.
- Phenacomys intermedius
- Phenacomys ungava